# قطعنامه ۶۴۱ شورای امنیت
قطعنامه  ۶۴۱ شورای امنیت سازمان ملل متحد که در تاریخ ۳۰ اوت ۱۹۸۹ تصویب شد، سندی بین‌المللی دربارهٔ سرزمین‌های اشغالی توسط اسرائیل است. این قطعنامه طی نشست ۲۸۸۳ام با ۱۴ رای موافق، ۰ مخالف و ۱ ممتنع تصویب شد.